# Jorge Humberto Figueroa Benítez
Jorge Humberto Figueroa Benítez (Culiacán, Sinaloa, 2 de septiembre de 1989-Bariometo, Navolato, ibíd., 23 de mayo de 2025), apodado La Perris o El 27, fue un narcotraficante mexicano que se desempeñó como líder de Los Ninis, brazo armado de Los Chapitos del Cártel de Sinaloa.

## Biografía

### Primeros años y ascenso
Jorge Humberto Figueroa Benítez nació en Culiacán, Sinaloa, el 2 de septiembre de 1989. Su historial delictivo comenzó en las filas de Los Dámaso para después convertirse en alto mando de Los Ninis trabajando directamente para Óscar Noé Medina González "El Panu".
El Perris se desempeñó cómo principal guardaespaldas de Néstor Isidro Pérez Salas "El Nini", jefe de seguridad de Los Chapitos y máximo líder de Los Ninis hasta su arresto en noviembre de 2023. Tras la caída de El Nini, Figueroa Benítez asumió el liderazgo de las operaciones de seguridad y también de logística del tráfico de fentanilo, convirtiéndose en uno de los principales objetivos del gobierno de Estados Unidos, que ofreció una recompensa de hasta un millón de dólares por información que llevara a su captura.

### Participación en el Culiacanazo de 2019
De acuerdo con informes periodísticos y testimonios de autoridades mexicanas, Jorge Humberto Figueroa Benítez habría participado activamente en los hechos ocurridos el 17 de octubre de 2019 en Culiacán, Sinaloa, conocidos como el "Culiacanazo". Ese día, fuerzas federales intentaron capturar a Ovidio Guzmán López, uno de los líderes de la facción de Los Chapitos del Cártel de Sinaloa, lo que desató una serie de enfrentamientos armados en diversos puntos de la ciudad.
Figueroa Benítez fue señalado como uno de los coordinadores de los grupos de choque que respondieron al operativo militar, organizando bloqueos, ataques a instalaciones militares y civiles, así como la movilización de sicarios en vehículos blindados. Aunque su participación no fue confirmada oficialmente en ese momento, reportes posteriores lo identificaron como uno de los hombres clave en la defensa y liberación de Ovidio Guzmán, consolidando su papel dentro del círculo de seguridad más cercano a Los Chapitos.

### Participación en el secuestro de El Mayo Zambada
El 25 de julio de 2024, Ismael "El Mayo" Zambada, cofundador del Cártel de Sinaloa, fue presuntamente secuestrado en la colonia Huertos del Pedregal, en las afueras de Culiacán, Sinaloa. Según declaraciones del propio Zambada, fue convocado a una reunión con Joaquín Guzmán López, hijo de Joaquín "El Chapo" Guzmán, y dos políticos locales. Durante el encuentro, un grupo armado lo sometió, lo ató y lo trasladó a una pista de aterrizaje, desde donde fue llevado en un avión privado a El Paso, Texas, Estados Unidos.
Investigaciones periodísticas señalaron que Jorge Humberto Figueroa Benítez, alias "El 27" o "El Perris", jefe de seguridad de la facción de Los Chapitos, desempeñó un papel clave en la operación. Se le atribuye haber sido quien ató físicamente a Zambada y lo subió al vehículo utilizado para su traslado.
Este hecho intensificó las tensiones internas dentro del Cártel de Sinaloa, exacerbando el conflicto entre las facciones lideradas por Los Chapitos y las leales a El Mayo Zambada. La presunta traición por parte de Figueroa Benítez y otros miembros de Los Chapitos fue interpretada como un intento de consolidar el poder dentro del cártel y debilitar a la vieja guardia representada por Zambada.

## Intentos de captura

### Operativo en Tres Ríos
El 21 de septiembre de 2024, fuerzas federales mexicanas llevaron a cabo un operativo en el sector residencial y comercial de Tres Ríos, en Culiacán, Sinaloa, con el objetivo de capturar a Jorge Humberto Figueroa Benítez, alias El Perris. Durante la operación, se registraron enfrentamientos armados y el uso de explosivos por parte de presuntos sicarios al servicio de El Perris. Una residencia fue parcialmente incendiada, lo que obligó al cierre de la plaza comercial Cuatro Ríos y al resguardo de numerosos civiles. A pesar del despliegue de helicópteros de la Marina y unidades terrestres, El Perris logró evadir la captura, presuntamente escapando a través de una alcantarilla.

### Operativo en Navolato y Angostura
El 4 de octubre de 2024, la Secretaría de Marina implementó un segundo operativo en los municipios de Navolato y Angostura, Sinaloa, en un intento por detener a El Perris. El operativo incluyó el uso de helicópteros y tropas en tierra. Durante la operación, se produjo un enfrentamiento armado, y aunque varios de sus colaboradores fueron detenidos, El Perris nuevamente logró escapar.

## Muerte
El 23 de mayo de 2025, Jorge Humberto Figueroa Benítez, conocido como El Perris o El 27, fue abatido durante un operativo militar en la comunidad de Bariometo, municipio de Navolato, Sinaloa. El Ejército Mexicano desplegó la operación con el objetivo de capturar a Figueroa Benítez, quien era considerado uno de los principales generadores de violencia en la región y líder de seguridad de la facción de Los Chapitos del Cártel de Sinaloa. Durante el enfrentamiento, elementos militares fueron atacados por hombres armados que protegían a El Perris, lo que desencadenó un tiroteo en el que Figueroa Benítez resultó muerto.
La Secretaría de la Defensa Nacional (Sedena) confirmó que Figueroa Benítez era buscado por su presunta participación en actividades delictivas, incluyendo secuestros, homicidios y tráfico de drogas, especialmente fentanilo, hacia Estados Unidos. La Administración de Control de Drogas (DEA) de Estados Unidos había ofrecido una recompensa de un millón de dólares por información que condujera a su captura.

## Cultura popular
Figueroa Benítez ha sido objeto de diversos narcocorridos que narran y exaltan su papel dentro de Los Chapitos. Uno de los temas más destacados es El 27 o El Perris, interpretado por Luis R. Conriquez en colaboración con Nivel C. La canción, lanzada a principios de 2023, describe episodios como su participación en el "Culiacanazo" de 2019 y su lealtad a Joaquín "El Chapo" Guzmán.